# Інвалд
Інвалд (пол. Inwałd) — село в Польщі, у гміні Андрихув Вадовицького повіту Малопольського воєводства.
Населення — 3285 осіб (2011).
У 1975—1998 роках село належало до Бельського воєводства.

## Географія
У селі бере початок річка Фридрихувка.

## Демографія
Демографічна структура станом на 31 березня 2011 року:
|          | Загалом | Допрацездатний вік | Працездатний вік | Постпрацездатний вік |
| -------- | ------- | ------------------ | ---------------- | -------------------- |
| Чоловіки | 1618    | 359                | 1102             | 157                  |
| Жінки    | 1667    | 356                | 969              | 342                  |
| Разом    | 3285    | 715                | 2071             | 499                  |